# 플라워링 하트
《플라워링 하트》(영어: Flowering Heart)는 ICONIX에서 제작하는 대한민국의 애니메이션이다. 2016년 2월 29일부터 5월 24일까지 1기가 방송되었고, 2017년 5월 29일부터 11월 21일까지 2기가 방송되었다.

## 줄거리
평범한 소녀들의 마법 같은 특별한 성장 이야기.

## 등장인물

### 인간계

#### 주역
- 진아리

- 우수하

- 선우민

- 슈엘

- 체스 왕자/체스

- 트럼프 왕자/트럼프

13세. 마법계 플라워링 왕국의 제2의 왕자. 어렸을 때부터 왕족들의 지지를 받은 체스와 달리 친모인 칸나비스에게서조차 사랑을 받지 못한 채 배척당하며 지냈고 그래서 체스를 경멸하고 있는 듯. 어머니 칸나비스의 신임을 얻기 위해 절망에너지를 모으는 역할을 하지만 용모가 단정한 미소년으로 금발머리에 파란 눈을 지니고 있다.

### 꽃망울 초등학교 선생님들
- 안여린: 24세. 아리 반의 담임을 맡게 되는 신입 선생님. 안경을 벗으면 용감한 성격으로 변하게 되었다.
- 최도진: 학교의 체육 선생님. 안여린 선생님을 좋아한다.

### 같은 반 친구들
- 나기찬: 12세. 아리와 같은 반인 남학생.
- 오나래: 짧은 머리의 여학생.
- 백주연: 백돼지라고 놀림받지만 준이를 좋아하는 살찐 여학생.
- 이지은
- 유보라
- 이하은: 피겨 스케이팅 선수를 꿈꾸는 소녀.
- 고동우: 아리 일행과 같은 반 친구.
- 김유니: 우주비행사를 꿈꾸는 아리 일행의 같은 반 친구.

### 썬더스톰 야구단

#### 감독과 선수들
- 구승리: 선우민이 좋아하는 야구선수로, 부상으로 은퇴하고 난 후에는 '썬더스톰'이라는 여자 실업 야구팀의 감독이 되었다.
- 주장
- 송이
- 이미경
- 은진
- 진경

### 주역 및 친구들의 가족들

#### 진아리의 가족
- 임지호: 진아리의 어머니.
- 빅토리 진: 진아리의 아버지.
- 해피: 진아리의 반려동물.

#### 우수하의 가족
- 최선희: 우수하의 어머니.
- 우수하의 아빠&르네

#### 선우민의 가족
- 선우란: 선우민의 사촌언니.
- 선우민의 동생들(선우금, 선우건, 선우은, 선우강)

#### 체스의 가족
- 마일드 왕: 플라워링 왕국의 국왕이자 체스의 친아버지.
- 에피오네 왕비: 마일드 왕의 정비이자 체스의 친어머니.

#### 메가가족
- 이하은의 부모님
- 오나래의 부모님
- 고동우의 엄마

### 그 외의 인물
- 신인 가수(유가은)
- 라일라: 진아리 일행이 동경하는 아이돌.
- 허세진
- 신소윤&신소미 자매
- 유괴범 2인조
- 승범
- 건설업자와 인부들
- 필립
- 라온: 편의점 "24 블로섬"의 점원. 코미디언이 되는 것이 꿈이다.
- 레드 페퍼스
- 한울: 김유니와 함께 드림호에 탑승한 남성.
- 아기 하마
- 어미 하마
- 비둘기들
- 산타 직원
- 진달래 마을 사람들
- 김경연
- 콜드맨
- 플라워링 왕국의 병사들

### 플라워링 왕국

#### 악역
- 칸나비스 왕비(최종보스): 36세. 마일드 왕의 계비. 절망 에너지로 마법계를 지배하고 인간계를 절망에 빠뜨리려는 사악한 음모를 꾸민다.
- 마오: 칸나비스의 부하.
- 오셀로: 칸나비스의 직속 부하.
- 와이즈: 트럼프가 소환한 마리오네트 형태의 몬스터.

## 용어
- 플라워링 왕국 - 인간계와 다른 마법계. 희망 에너지, 절망 에너지 등등 인간계에서 나오는 에너지로 유지되는 세계다.
- 절망 에너지 - 인간의 마음 속에 들어가면 절망 속에서만 살게 만드는 에너지. 대부분 부정적인 것과 관련이 있다.
- 희망 에너지 - 사람, 동물이 행복할 때 나오는 에너지.
- 하트 플라워 - 플라워링 왕국에 있는 인간들에게 희망의 빛을 전달하는 나무. 왕국 내에서는 태양 역할을 한다. 희망 에너지를 먹고 자란다. 절망 에너지가 커지게 되면 빛을 잃게 된다.
- 메이크업 체인지 - 마음대로 변신할 수 있는 건 아니지만 주위에 도움이 필요한 사람이 생길 때 쥬얼백이 빛나면서 어른으로 변신할 수 있게 된다. 단, 본인이 절망하고 있으면 안 된다. 변신 아이템이 화장품이다. 어른을 상징하는 물건이라는 상징적 의미가 있는 듯 하다.
- 쥬얼백 - 진아리가 가지고 다니는 분홍색 가방. 통신 기능, 희망 에너지를 마법계로 전송하는 기능과 사람의 위치까지 찾을 수 있는 내비게이션 기능이 있다. 고민상담부 멤버가 변신을 할 수 있는 상황이 되면 변신할 수 있는 사람에 해당되는 색깔의 빛이 난다.
- 어둠의 마법 - 와이즈를 소환해서 다른 사람과 동물을 조종하는 마법. 많이 사용하면 사용자의 영혼이 파괴될 수 있을 정도로 위험한 마법이다.
- 빛의 마법 - 힐링 레이를 발사해 어둠의 마법에 대적할 수 있는 마법. 사용할 때 전용 복장으로 변신하게 된다.
- 로맨틱 립스, 샤이닝 팩트, 레인보우 섀도우, 미스테리 퍼퓸 - 진아리 일행이 변신할 때 사용하는 도구.

## 목소리 출연
- 소연: 진아리, 신소윤
- 정혜원: 우수하, 선우금
- 김은아: 선우민, 이하은, 최선희(우수하 엄마), 선우건, 선우은
- 양정화: 슈엘, 나기찬, 백주연, 임지호(진아리 엄마), 선우란, 선우강, 에피오네 왕비
- 엄상현: 체스, 빅토리 진(진아리 아빠), 오나래 아빠, 남성 유괴범, 필립, 구승리
- 전태열: 뚱이, 최도진, 오셀로
- 신용우: 트럼프, 이하은 아빠, 허세진
- 전해리: 안여린, 오나래(2기), 르네, 이지은
- 김수영: 고동우, 오나래 엄마, 라일라, 유보라
- 이민규: 우수하 아빠, 승범, 와이즈, 마일드 왕
- 홍소영: 신소미, 오나래(1기), 여성 유괴범, 칸나비스, 마오, 고동우 엄마
- 권영지: 뭉치, 신인 가수
- 채정우: 스탭, 플라워링 왕국 병사
- 권지애: 유기견, 김유니(46화)
- 문남숙: 라온
- 이소영: 주장
- 김하영: 김유니(42~43화)
- 장민혁: 한울
- 박리나: 김경연
- 이현: 콜드맨
- 조연 성우 출연: 김보민, 이한솔, 한만중 외

## 방송 일시
| 방송 채널 | 방송일                                                              | 방송 시간 |
| --------- | ------------------------------------------------------------------- | --- |
| EBS 1TV   | 2016년 2월 29일 ~ 8월 22일 2016년 3월 1일 ~ 8월 23일                | 월요일 ~ 화요일 오후 6시 5분 ~ 6시 20분 |
| EBS 1TV   | 2016년 8월 31일 ~ 2017년 2월 22일 2016년 9월 1일 ~ 2017년 2월 23일  | 수요일 ~ 목요일 오후 6시 5분 ~ 6시 20분 (재방송) |
| EBS 1TV   | 2016년 3월 4일 ~ 2017년 2월 24일                                    | 금요일 오후 4시 30분 ~ 5시 (종합) |
| EBS 1TV   | 2016년 3월 6일 ~ 2016년 8월 28일                                    | 일요일 오전 9시 50분 ~ 10시 20분 (종합) |
| EBS 1TV   | 2017년 3월 1일 ~ 2017년 5월 24일                                    | 수요일 오전 7시 ~ 7시 30분 (종합) |
| EBS 1TV   | 2017년 3월 3일 ~ 2017년 5월 26일                                    | 금요일 오전 8시 45분 ~ 9시 |
| EBS 1TV   | 2017년 5월 29일 ~ 8월 21일 2017년 5월 30일 ~ 8월 22일               | 월요일 ~ 화요일 오전 8시 30분 ~ 8시 45분 |
| EBS 1TV   | 2017년 5월 29일 ~ 8월 21일 2017년 5월 30일 ~ 8월 22일               | 월요일 ~ 화요일 오후 5시 30분 ~ 5시 45분 (재방송) |
| EBS 1TV   | 2017년 6월 4일 ~ 8월 27일                                           | 일요일 오전 7시 ~ 7시 30분 (종합) |
| EBS 1TV   | 2017년 8월 28일 ~ 2018년 2월 19일 2017년 8월 29일 ~ 2018년 2월 20일 | 월요일 ~ 화요일 오후 6시 25분 ~ 6시 40분 |
| EBS 1TV   | 2017년 8월 28일 ~ 2018년 3월 26일 2017년 8월 29일 ~ 2018년 3월 27일 | 월요일 ~ 화요일 오전 8시 30분 ~ 8시 45분 (전주재방) |
| EBS 1TV   | 2017년 9월 3일 ~ 2018년 2월 25일                                    | 일요일 오전 8시 ~ 8시 30분 (종합) |
| EBS 1TV   | 2018년 3월 2일 ~ 2018년 3월 30일                                    | 금요일 오후 2시 30분~ 3시 (종합) |
| EBS 1TV   | 2018년 4월 2일 ~ 5월 28일                                           | 월요일 오전 7시 ~ 7시 30분 (종합) |
| EBS 1TV   | 2018년 4월 6일 ~ 6월 1일                                            | 금요일 오후 2시 30분~ 3시 (종합)(재방송) |
| EBS 1TV   | 2018년 6월 9일 ~ 2018년 8월 25일                                    | 토요일 오전 7시 ~ 7시 30분 (종합) |
| EBS 1TV   | 2019년 3월 1일 ~ 2019년 5월 24일                                    | 금요일 오전 7시 ~ 7시 30분 (종합) |
| EBS KIDS  | 2016년 3월 14일 ~ 9월 5일 2016년 3월 15일 ~ 9월 6일                 | 월요일 ~ 화요일 오후 5시 5분 ~ 5시 20분 |
| EBS KIDS  | 2016년 3월 18일 ~ 9월 9일                                           | 금요일 오전 7시 ~ 7시 25분 (종합)(전주재방) 금요일 오전 7시 25분 ~ 7시 50분 (종합) 금요일 오전 12시 ~ 12시 25분 (종합)(전주재방) 금요일 오전 12시 25분 ~ 12시 50분 (종합) |
| EBS KIDS  | 2016년 3월 19일 ~ 9월 10일                                          | 토요일 오후 9시 10분 ~ 9시 35분 (종합)(전주재방) 토요일 오후 9시 35분 ~ 10시 (종합)                                                                                       |
| EBS KIDS  | 2016년 9월 14일 ~ 2017년 3월 8일 2016년 9월 15일 ~ 2017년 3월 9일   | 수요일 ~ 목요일 오후 7시 5분 ~ 7시 20분 |
| EBS KIDS  | 2016년 9월 18일 ~ 2017년 3월 12일                                   | 일요일 오후 6시 30분 ~ 7시 (종합) |
| EBS KIDS  | 2017년 3월 15일 ~ 2017년 9월 6일                                    | 수요일 오후 7시 30분 ~ 8시 |
| EBS KIDS  | 2017년 3월 16일 ~ 2017년 9월 7일                                    | 목요일 오후 7시 30분 ~ 8시 (재방송) |
| EBS KIDS  | 2018년 1월 5일 ~ 2018년 3월 30일                                    | 금요일 오후 7시 ~ 7시30분 (종합) |
| EBS KIDS  | 2018년 1월 6일 ~ 2018년 3월 31일                                    | 토요일 오후 6시 30분 ~ 7시 (재방송) |

## 제작진

### 수요일
- 책임 프로듀서 - 정영홍
- 프로듀서 - 김동열

애니메이션 제작
- 기획 - 최종일
- 총감독 - 이우진
- 프로듀서 - 강신유, 김주수, 전주영

구성
- 시나리오 - 이우진, 김형교, 김은경, 이루나, 황여름, 원종익, 김주수, 전주영, 강신유
- 스토리보드 - Shinji Ishihira (1~2, 5~6), Fumio Itou (3~4), Hideji Iuchi (7~8), Ayaka Tsujihashi (9~10), Kazunobu Shimizu (11~12), Shinichi Watanabe (13~14), Shinichi Omata (15~16)

디자인
- 아트 디렉터 - 허찬, 이혜원
- 캐릭터 디자인 - 김은혜(Nardack), 노재욱(찹쌀가면), 서연주(Tyuh), 김민재(Nokcy), 권예슬(ZIS), 전혜선(SALT), Masanori Iizuka, Hatsue Nakayama
- 소품 디자인 - Susumu Imaishi
- 배경 디자인 - Yumi Kudou

애니메이션
- 감독 - Shinji Ishihira (1~2, 5~26) → Ishihira Shinji (3~4)
- 제작 데스크 - Akira Kakuta
- 설정 제작 - Mariko Kudou
- 제작 진행 - Noritaka Wajima (1~2), 박선아 (1~2, 13~14), 권규섭 (1~2, 13~14), 박성호 (5~6), 이영창 (3~6), 김선일 (9~12) (DR MOVIE), Naoto Hashimoto (3~4, 13~14), Youdou Nakahara (5~6), Shun Kuma (7~8), Kazuki Yokouchi (11~12), Satoshi Shoji (15~16)
- 연출 - Mitsuhito Yamaji (1~2), Fumio Itou (3~4), Ken Katou (5~6), Takahiro Otsuka (7~8), Ayaka Tsujihashi (9~10), Kazunobu Shimizu (11~12), Sumiko Aran (13~14), Yuuji Suzuki (15~16)
- 총작화 감독 - Masanori Iizuka
- 작화 감독 - Etsufumi Mori (1~2, 5~6), 서순영 (1~2, 13~14), 서정하 (1~2), 김명현 (3~4), 양정희 (3~4), 김은선 (5~6, 9~10), 김보경 (5~6), 오양현 (5~6), Hatsue Nakayama (5~6), Yuji Yanase (11~12), Masaki Tanigawa (15~16), Minoru Okabe (15~16)
- 원화 - 김석영 (3~4), 김성우 (3~4), 정영순 (3~4), 김은선 (3~4), 김문수 (3~4), 박시옥 (3~4), 유상철 (5~6), 김지현 (5~6), 이형석 (5~6), 윤정배 (5~6), 조혜정 (5~6), Shiori Yamashita (7~8), Tetsuya Matsumoto (7~8), Hideo Amamiya (7~8, 11~12, 15~16), Mao Kawaguchi (7~8), Takanori Suzuki (7~8), Masayuki Yagi (7~8), Hiroshi Oikawa (7~8), Yoshiko Fujikawa (7~8), Jo·I (7~8) → Jyo.I(11~12), Narumi Shimogi (7~8), Kazuo Ookawa (7~8), Syuntarou Kaneko (11~12), Yoshiki Mizuno (11~12), Sachiko Kanno (11~12), Tomonori Oota (11~12, 15~16), Momoka Aiso (11~12), Yuta Takanami (11~12), Mizuki Takahashi (11~12), Keita Watanabe (11~12). Hiroki Niii (11~12), Anime R (11~12), 이재경 (13~14), 윤미연 (13~14), 김형일 (13~14), 한일동화 (13~14), Shinsuke Kasahara (15~16), Nobumichi Kawamura (15~16), Midori Sawaki (15~16), Mio Aihata (15~16), Kaori Yamada (15~16), Ako Kagiyama (15~16), Yukiko Nakamata (15~16), Takuya Hirata (15~16)
- 제2원화 - Wish, Rearth Studio, Big Owl, Studio CL (1~2) → STUDIO CL (11~12), 백성옥 (3~4), 박지미 (3~4), 김경수 (3~4), 양선연 (3~4), 김성범 (3~4), 김미정 (3~4), 김유선 (3~4), 강설아, 강동화, 유상철, 정연순, 전형준, 김정훈, 이형석, 황미정, 김지성, 조혜정, 권희재, 윤정혜, 김지연, Momoko Aiso (11~12), CL Corporation (11~12), STUDIO CL (11~12), 한일동화 (유경숙, 이은영, 김정숙, 박애리, 조은주) (13~14), St.Guts (15~16), Rancyan (15~16), Art Base Bam (15~16), Nakamura Production (15~16), Bee-kett Style (15~16)
- 동화 - 김영지, 민홍이, 공진, 김정림, 함경미, 김정진, 박건미, 정진숙, 배경선, 정용운, 한수정, 박정숙, 김희영, 성지영, 이소영, 조윤성, 박은주, Busan DR → 부산DR (이미옥, 허영진, 최은주, 고진주, 장선혜, 최미나), 고유일 (13~14), 백승찬 (13~14), 이정순 (13~14), 배미정 (13~14), 류정임 (13~14), 방경의 (13~14)
- 색채설계 - Yoshimi Kawakami
- 색지정 - Miyoko Ichinose (7~8), Yoshimi Kawakami (7~8, 15~16), Tomoko Kobiki <Kagura> (11~12), 양수정 (13~14)
- 채색 - 김민정, 정수현, 조유진, 김수정, 김여린, 황성경, 박세나, 유영배, 박원정, Tomoko Kobiki <Kagura> (11~12), 김남희 (13~14), 신은순 (13~14), 한일동화 (13~14), 애니집 (13~14), 부산DR (17~18)
- 미술진행 - 신국진 (13~14)
- 스캔 - 박윤희, 이정은, 함선영, 박정임 (13~14)
- 검사 - 이보람, 이진희, 박진선 (5~6), 전숙자 (5~6), 김복심, 김성범, 배용호, Miyoko Ichinose (7~8), Yoshimi Kawakami (7~8, 15~16), 박희경 (13~14), 양수정 (13~14)
- 특수효과 - Hiroshi Asami
- 배경제작 - DR MOVIE (이서린, 박성현), Nara Animation (15~16), Studio Blue (15~16)
- 촬영감독 - 송현대 (T2 Studio)
- 촬영 - T2 Studio (송현대, Yoichiro Sato, Toriyuki Fukushima (5~6) → Toshiyuki Fukushima (7~), Rumi Ishiguro, Masashi Toriyama, Hironobu Horikoshi, Keiko Sasaki, Ayako Honma, Katsufumi Sato, Gaien Kyo)
- 라인 테스트: MSJ, STUDIO CL (13~14)
- 편집 - Toshio Henmi (Jay Film)
- 오프라인 편집 - Jay Film
- 편집 조수 - Hiroshi Suzuki
- HD 코디네이터 - IMAGICA
- 제작협력 - Sound Team Don Juan (Haru Yamada)
- 번역 - 정오섭, 나해영, 김종진, 이재범
- 애니메이션 제작 책임 - Bridge INC. (Hiroshi Iijima)
- 애니메이션 제작 - DR Movie, Busan DR
- 애니메이션 제작 협력 - SUNRISE INC. (Hiroyuki Satou)
- 애니메이션 제작 투자 - KT (1~2) → KT-미시간글로벌콘텐츠펀드 (3~26)

종합 편집
- 오프닝곡 - Flowering Heart
- 엔딩곡 - 소녀에게
- 작사 - 이우진
- 노래 - 안예슬 (마제스티)
- 음악 - 동민호
- 작·편곡 - 동민호, 허나윤, 유태진
- 음향효과 - 김지희
- 녹음 / 믹싱 - 펀 사운드웍스 (김학주)
- 컴퓨터 그래픽 - 이양섭
- 음향 - 김명중
- 기술감독 - 이성주
- 연출 → 녹음 연출 - 김래경
- 기획 - EBS
- 제작 - (주)아이코닉스, EBS, 미미월드

### 목요일
- 책임 프로듀서 - 정영홍
- 프로듀서 - 김동열

애니메이션 제작
- 기획 - 나윤성, 송진헌
- 총감독 - 이우진
- 연출 - 김래경
- 기획 - EBS
- 제작 - (주)아이코닉스, EBS, 미미월드

## 결말
- 1기 : 행복한 결말
- 2기 : 슬픈 결말
- 마지막 이야기 : 평화를 되찾는 결말

## 사운드트랙
《플라워링하트 OST》는 2016년 5월 17일에 벅스를 통해서 국내의 각종 음원사이트에서 디지털 음원으로 배포하고 있는 사운드트랙이다.

### 수록곡
1. Flowering Heart♡ (안예슬) [1: 41]
  - 작사: 이우진 / 작곡 · 편곡: 동민호, 허나윤

《플라워링하트》 여는 곡
2. 소녀에게 (안예슬) [1: 48]
  - 작사: 이우진 / 작곡 · 편곡: 동민호, 허나윤, 유태진

《플라워링하트》 닫는 곡
3. Shining Star (소연, 정혜원, 김은아, 김수영) [3: 39]
  - 작사: 아이코닉스 / 작곡 · 편곡: 신승준, 이재민

《플라워링하트》 3화, 4화 삽입곡.
4. Flowering Heart♡ (Inst.)
5. 소녀에게 (Inst.)
6. Shining Star (Inst.)